# 吉兰丹中华独立中学
吉兰丹中华独立中学（Sekolah Menengah Persendirian Chung Hwa, Chung Hwa High School, SMPCH/CHHS），简称中华独中或丹中，位于马来西亚半岛东海岸吉兰丹州首府哥打峇鲁以南约23公里处，為1960年代以後該國东海岸地区三州（吉兰丹，登嘉楼及彭亨）硕果仅存的华文独立中学。

## 學校概況

### 課程方針
吉蘭丹中華獨中為三三制中等教育機構，是設有初中部及高中部的完全中學，實行升留級制度。該校在初中部，2011年起平行設有四年制的特別輔導班。高中部則採分流制度，其下有理科、文商科兩種分流；並在高中部平行推設三年制的技職教育，設有美術與設計科。2014年8月宣稱，2016年增設餐飲管理課程，課程將模仿吉隆坡尊孔獨立中學的餐飲管理課程模式，並求銜接該國國內、中國和臺灣等地大專院校的餐飲管理課程。2016年1月餐飲管理班正式開課，這是全馬第三所獨中開辦相關課程。
該校技職教育過去尚設有電機電子科。:143、147
吉蘭丹中華獨中採行董教總的獨中統一課程，教學以華語為主要媒介語。推行主輔制，學校課程以獨中統一考試為主，以政府公共考試為可選輔修，校方規定所有學生必須報考獨中統一課程，而政府考試課程則按學生個人條件選修、選考。吉蘭丹中華獨中原則上不鼓勵學生報考政府公共考試課程，故該校學生較少同時選修兩種課程。近期其校內推動著英文教學、劍橋英文考試、网上教學、戶外教學及行政管理信息化。2015年9月，對外稱未來數年將把重點轉移到軟體方面的建設與發展，其中包括加強師生團隊的凝聚力、改善並提升教師的素質与人文素養、在德育和智育方面尋求更大的突破、營造有人文精神、文化氣息以及充滿正能量的校園風氣。2016年初，宣稱要辦好三項要務，即辦好品德教育和改善校園紀律秩序、提高學術水平和推動淨化、美化、綠化的三化，其中提升學術水平處，將建立英文中心來推動教學方法和技術，加強教師能力，提高學生水平和發展電腦設備推動電腦教學。
該校在全校課程設計上重視平衡和多元性，以發展多元智能，尤其主張在實踐中學習的重要性，並為發展動手能力，配合推動各種硬體建設，以避免學生因為學術知識上的困難而放棄學業。高中部技職課程是該校辦校重點之一，並視專注學術專研為辦學偏差。該校將學生區分為學術取向和非學術取向兩類，高中時，學術型者可以選擇理科和文商科，非學術型學生則可選擇技職課程。

### 運作挑戰

#### 生源不足
該校規模屬於中型獨中:478、482:10，就讀學生主要源自東海岸三州。按該校學生來源，外州學生比本地學生更多，故九成以上的學生寄宿學校:406。

#### 长期赤字
其經辦支出費用，除依賴學雜費的收取外，校內經營的膳食處和迷你市場亦有補益，2013年時年收近50萬，此外也仰賴以地養校計劃，常年固定收益30萬令吉。由於常年經費仍然不敷近100萬令吉，故須常年對外發動大型籌款一至二次。且因该州华裔人口稀少，该校尚须往外州筹款。其董事會為打破財政長期不平衡的局面，嘗試推動微額贊助並模仿外國私立學校設立基金會的方式，以求穩固其經濟基礎，以利學校轉型及永續經營。

#### 师资流动
師資上，由於吉蘭丹地區人力市場的困境，長期面對人力資源流動及不足的問題。該校以“教師本土化”的政策來抑制師資流動；2013年時，其師資中70%為本地人，卻旋面對多由非華文中學教育體系出身的本土教師者，在中文程度上存在落差的問題。至2015年時，其教職員中外州人比例轉佔一半。2016年時，以建教師宿舍和調高大學資格教師低薪至2200令吉二措施來穩定師資。

#### 竞争压力
該校在政治、經營上長期面臨各種危機及挑戰。政治環境上，長期面臨馬來西亞政府單元教育政策壓力之餘，近期則在多元開放的環境下必須面對快速增長的國際學校、私立學校的競爭。在教育改革上，無論課程、師資、語言教學皆須追求進一步的突破。

### 校園文化

#### 校園建築群
該校復興後現有校園建築群按時期分類，第一期建築群於1991年完成，為3層樓的校舍主樓、食堂、教師宿舍；第二期於1996年完成，為3層樓的教學設備樓、體育館；第一、二期建築群草圖構思者為蘇天助。2000年代以後，則有5層樓的學生宿舍樓，由於該校師生共用宿舍樓，隨着學生人數增加而日益擁擠，故將興建教師宿舍樓，以提供更舒適的住宿環境。2016年，露天排球場改建為雨蓋籃球場。同年，應新餐飲管理課程的設置，增設烹飪室、烘焙室和實習餐廳。此外也為同是技職教育的美術課程改建主樓三樓西翼為美術館。

#### 聯課、體育活動
該校多年來注重課外活動，規定學生必須參加2個團體，其中一個必須是表演團體，口號則是「人人是演員」，以求學生習得表達能力和建立藝術素養。該校有該傾向的背後原因主要是因為不少學生來自鄉區故為人比較粗獷，校方有柔化他們人格特質的需求，因故該校也很注重體育活動，以消耗學生過剩的精力同時培育運動員。該校在2016年時有11個表演團體，鑒於學生人數只有500餘人而不足分配，因此放棄設立其它新表演團體的考慮。
文化之旅巡迴演出是該校以學生演藝節目為內容的非定年跨州巡迴表演。1994年至2005年間曾4次進行相關演出；2014至2015年間，該校因復興30週年，跨年度並分3階段進行第5次文化之旅巡迴演出，藉此與東海岸三州華人社群及華文小學加強聯繫。相對於過去以華族文化為基調的演出，第5次巡迴演出部分加入非華族文化的表演。該校希望藉此進行跨民族交流，並展望日後走入政府學校和部門，不再視友族文化為威脅。

#### 儀表規定
獨中在儀表規定上具有自主權。該校行髪禁，在服裝上尚有各種規定。
2013年起，推出新校服以取代清末民初的軍事教育以來的軍服設計，2008年倡議，2013年起逐級實施，2015年起全校施行。:149:C77:B27

## 历史

### 早期
吉兰丹中华学校的前身是育德学校和欲正学校，先后成立于1918年。1927年，这两所学校和育德女校合并，最初称为“中华务本”学校。
1932年，由于学生写文章批评英国殖民政府而首次遭到关闭。1933年复办，校名被改成“中华学校”，少了“务本”二字；1935年，董事会与赞助人不和，学校第二次关闭，1936年复办；1939年因發生師生戀，另設中華學校女子分校。1941年日军入侵，学校第三次关闭，董事长邱瑞珍因兼任籌賑會主席而遭通緝，翌年3月為籌措教師生活所需而行蹤曝露，以曾致函英殖民政府要求提供武裝及訓練華裔抗日軍而為日軍所虐杀，1943年春，應華僑協會要求，日軍總務部指令重開中華學校，改名“州立第二小學校”，讓原教師教導華文，由諳日語的馬來人教導日文。10月“州立第二小學校”因日軍移交丹州予泰國管轄而解散，校園充作泰國軍營。1944年3月，泰軍調離校園，遂於次月重開，改名“華僑小學校”，每日上一小時泰文，兼授日文，而華文課本須經審查，不適宜部分由日憲兵用墨塗黑。上課時用馬來語教導日文，泰文則由泰國華僑用廈門語教導。1945年8月日军投降，学校第四次停办，9月召開僑眾會議討論復辦事宜，1946年春复办，恢复“中华学校”的名称。戰後初期，社會經濟尚未恢復，勉強維持後，1948年創辦初中，但不久後，因國共之爭，內部發生董教對抗，8月間停辦初中，部分教師或離職、或遣返、或遭扣留。1949年董事會改選，但派系鬥爭的困擾依舊，1949年底董事會乃改組。:110-111
1950年以后，学校进入相对稳定的建设期，其中1950年学校復辦了初中部，1957年又成立了高中部，1959年，中学和小学行政分立。然而，1960年代初，马来西亚政府制定新的教育法令，强迫华文中学改制，将教学媒介语从华文，改成英语，及后来的马来语。那些拒绝改制，要捍卫母语教育的华文中学，将不能享有政府的分文津贴，只能自己筹措经费，以独立中学的方式运作。法令未通過前，即有學校自行改制，法令通過後諸校更遭各個擊破，紛紛接受改制，吉蘭丹中華中學是其中最後一所接受改制的華文中學:222。1961年時，丹中董事會議決不接受改制:222。是年7月，該校稱尚在研究改制利弊，並稱以事關重大，須召開贊助人、學生家長及全州各註冊社團學校代表的聯席大會來商討決定。8月11日，在前述聯席會議上，以學校創辦目的在於教育子弟，為照顧70%未能考獲A、B等級的小學生，議決暫不接受改制。12月8日，在贊助人大會上通過獨立中學董事會章程，準備擁有自己的課本。但旋即在內部分裂及政治壓力下面對各種威迫利誘，最後因王室的鄭重勸告:222，乃召開會議並於1962年6月25日的贊助人大會上議決同意改制並辦獨立中學。:222

### 改制
在这个背景下，吉兰丹中华中学便于1963年一分为二，一就是接受改制，以英语（1970年代末又改为马来语）作主要教学媒介语的中华国民型中学，二是坚持以母语来教学的中华独立中学。中华独立中学一诞生就先天不足，后天失调。最初是以招收超龄生为主，因为当时政府推行按年龄入学的措施，一些华裔子弟因为超龄不得进入政府学校，而需要进入独中继续接受教育。后来超龄生逐步毕业后，丹中主要生源中断，学校改以招收政府中学会考落第生为主。然而，由于政府随后放宽了升学标准，丹中连落第生也无法招收。为了生存，中华独中于1966年开始设立商科及夜学班以增加学生人数，但最后敌不过不利的客观条件，而于1984年因为完全没有学生而不得已停办。

### 复兴
这个消息震撼了馬來西亞华社。由于當時該国仅有60所华文独立中学:16，一所都不能少，1985年該校赞助人大会议决成立以吉兰丹中华大会堂会长拿督黄昆福为首的复兴委员会来推行复办工程。1985年2月9日，在第一次的复兴委员会会议中，通过接受由苏天助草拟，由吉兰丹中华校友会，吉兰丹华校教师会与董教总全国华文独中工委会所联合提呈的复兴计划书，明确地指出了学校今后的办学方针：遵循董教总全国华文独中工委会的民族教育办学路线，采用独中统一课本，教学媒介语以华语为主外，也重视英文和国文的教课，从而使独中生具有掌握三语的良好基础。
在复办的同时，为不使学校停顿太久，复兴委员会通过教育交流方式将一批为数38名初中一学生保送到巴生中华独中去上课，一切费用由复兴运动特别筹捐的开办费中支付，为丹中的的成功复办，铺下了基础。
1986年1月3日，丹中正式在哥打峇鲁租赁的临时校舍復课开学，而寄读巴生中华独中的学生亦返丹中上初中二。鉴于临时校舍空间有限，不利校务发展，董事会于1986年4月购下位于柯拉娜近8英亩大的地段供建校用途，并于9月21日，成立以中华校友会会长陈子儒为首的建校委员会，来推动筹建新校园的工作。
吉兰丹州华裔人口當時只有大约6万人，因此筹建一座新校园是一项非常艰巨的工程。1987年5月1日，《南洋商报》主办“五一南洋行”，成功带动全国华社的支持，为丹中筹得20万元的建校基金。翌年4月，在《南洋商报》的再度配合下，东海岸三州华社联合在各州举办“十大歌星慈善义演”，为丹中筹获17万元建校经费。同年12月18日，为了表扬丹中“复办成功，使到华人文化的一座重要堡垒得以在东海岸维持下去”，林连玉基金委员会颁发了“第一届林连玉精神奖”予丹中。1990年3月，丹中再次举办“十大歌星义演”，义款突破58万元；同年9月，为配合校庆，丹中举办盛大联欢晚宴，成功筹获45万元充作新校舍设备费。是年10月25日，丹中復興後第一屆高中生畢業。1991年3月3日，丹中遷入柯拉娜新校園。
丹中復興運動在馬來西亞華教發展史上，或視為始於1973年的獨立中學復興運動的餘波:107，或視為演變成全國性運動的獨中復興運動一部分:17-19。在1970年代末至1980年代初，如丹中般與改制中學共用校舍的諸獨中，或另覓校地，或新建現代化校舍，在軟、硬體方面做出很大的改善，改變了華社對獨中往昔潦倒的印象。:19相對於復興前一度瀕臨倒閉的潦倒，丹中在復興運動中建設起新校園後，也得以擺脫先前與改制中學共有校園時的困境，從而為復興以後的發展奠下了重要的基礎。

### 历任校长
|        | 任期          | 备注   |
| ------ | ------------- | ------ |
| 徐知經 | 1946–1949     |        |
| 李漢臣 | 1950–1952     |        |
| 倪枝瑞 | 1953–1960     |        |
| 黃金才 | 1961.1–1961.3 | 代校長 |
| 丁嘉樹 | 1961–1962     | [ 70 ] |

|        | 任期      | 备注   |
| ------ | --------- | ------ |
| 李启智 | 1963–1967 |        |
| 周金钵 | 1968      |        |
| 陈传弼 | 1969–1975 |        |
| 郑金梅 | 1975–1980 |        |
| 黄喜贵 | 1981–1983 | 代校长 |

#### 复兴后
|        | 任期                  | 备注          |
| ------ | --------------------- | ------------- |
| 郭彩兰 | 1986.01.01–1987.12.31 | [ 71 ] [ 72 ] |
| 梁育坚 | 1988.01.01–1990.10.31 |               |
| 吴建成 | 1990.11.01–2000.05.31 |               |
| 马文宗 | 2000.06.01–2000.09.30 | 代校长        |
| 赖裘华 | 2000.10.01–2001.11.30 |               |
| 苏源恭 | 2001.12.01–2002.12.18 | 代校长        |
| 陈瑞聪 | 2002.12.18–2004.11.30 |               |
| 叶景华 | 2004.12.01–2007.11.30 |               |
| 莫泰熙 | 2007.12.01–2008.08.31 | 代校长        |
| 林敏萍 | 2008.09.01–2010.12.31 |               |
| 吴建成 | 2011.01.01–2019.01.02 |               |
| 吴志鴻 | 2019.01.03–2019.08.31 | 代校長        |
| 林敏萍 | 2019.09.01–至今       |               |

### 林連玉精神獎
林連玉精神獎為該國華教運動的最高榮譽。該校與該校人物先後曾4次得獎，皆與該校的復興運動有重大關聯。除該校為1988年首屆林連玉精神獎得主外，其復興後第一任校長郭彩蘭物故後獲薦追頒2000年第13屆林連玉精神獎。該校復興運動時期，在生存和發展的時刻上曾發揮關鍵作用的蘇天助，在2012年第25屆時亦獲追頒該獎。該校復興後第二任董事長陳子儒，除為復興運動期間的主幹人物外，也是該國邊疆地區吉蘭丹州一地華文教育的長期耕耘者，2015年第28屆得授林連玉精神獎。

## 校歌、運動會歌

### 校歌
马来半岛 兰州之东 绿椰飘飘丹江溶溶
巍楼高峙 是我华中 雨润桃李风动晨鐘
养我正气 振我民风 一贯相传
五育并重 四维垂训 八德是从
陶冶瑚琏 栽培樑栋 为我国家造主人翁
中华三校的校歌相同。教師陈应时作词，教師周克嘉作曲。G大调。校歌歌词首段是描述该学校的地理环境，所谓兰州，是吉兰丹州的约称，丹江是指该州的主要河流吉兰丹河。在原版校歌中，歌詞原為“危樓高峙”、“為我中華造主人翁”:116。

### 運動會歌
大會皇皇，多士蹌蹌！誰奪得錦標來，便博得萬人獎。
健兒們！健兒們！徹始徹終，圖精圖強，
大家向上！向上！向上！
勝敗雖在一時，關鍵卻在平常，勝敗雖在一時，關鍵卻在平常。
舉止堂堂，眉宇洋洋，得勝了雖可喜，敗也決不頹喪，
健兒們！健兒們！有勇有德，知禮知方，
大家歡暢！歡暢！歡暢！
發揚尚武精神，增進民族健康，發揚尚武精神，增進民族健康。
該校常年運動會會歌。降A大調。此歌可追溯至民國22年（1933年），是在南京舉行的第五屆全國運動會會歌，全名《全國運動大會會歌》，寫詞者是當時中央政治學校的劉清徐，填曲者是趙元任。

## 外部連結
- 《吉兰丹中华独立中学钻禧校庆特刊附吉兰丹华校史料辑：1918-1993》 吉蘭丹中華獨立中學校史部分 （页面存档备份，存于）
- 《吉蘭丹中華中小學校增建校舍特刊》（1957年）新加坡國立大學館藏 （页面存档备份，存于）